# Velika Ivanča
Velika Ivanča (em cirílico:Велика Иванча) é uma vila da Sérvia localizada no município de Mladenovac, pertencente ao distrito de Belgrado, nas regiões de Šumadija e Kosmaj. Possuía uma população de 1796 habitantes segundo o censo de 2002.

## Demografia
| 1948  | 1953  | 1961  | 1971  | 1981  | 1991  | 2002  |
| ----- | ----- | ----- | ----- | ----- | ----- | ----- |
| 2 896 | 3 053 | 2 874 | 2 444 | 2 223 | 2 073 | 1 796 |